# Neuve-Église
Neuve-Église (deutsch Neukirch, elsässisch Neikìrich) ist eine französische Gemeinde mit 622 Einwohnern (Stand 1. Januar 2021) in den Vogesen im Département Bas-Rhin in der Region Grand Est (bis 2015 Elsass). Zur Gemeinde gehört der Ortsteil Hirtzelbach.

## Bevölkerungsentwicklung
| 1962 | 1968 | 1975 | 1982 | 1990 | 1999 | 2006 | 2019 |
| ---- | ---- | ---- | ---- | ---- | ---- | ---- | ---- |
| 451  | 455  | 525  | 580  | 597  | 620  | 620  | 623  |

## Sehenswürdigkeiten

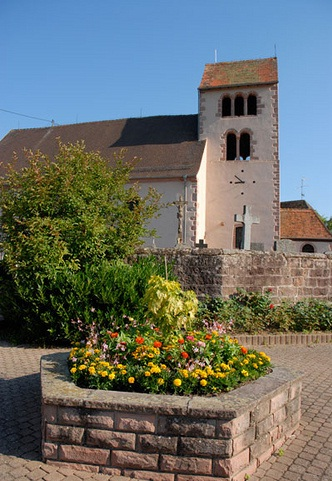
Kirche Saint-Nicolas
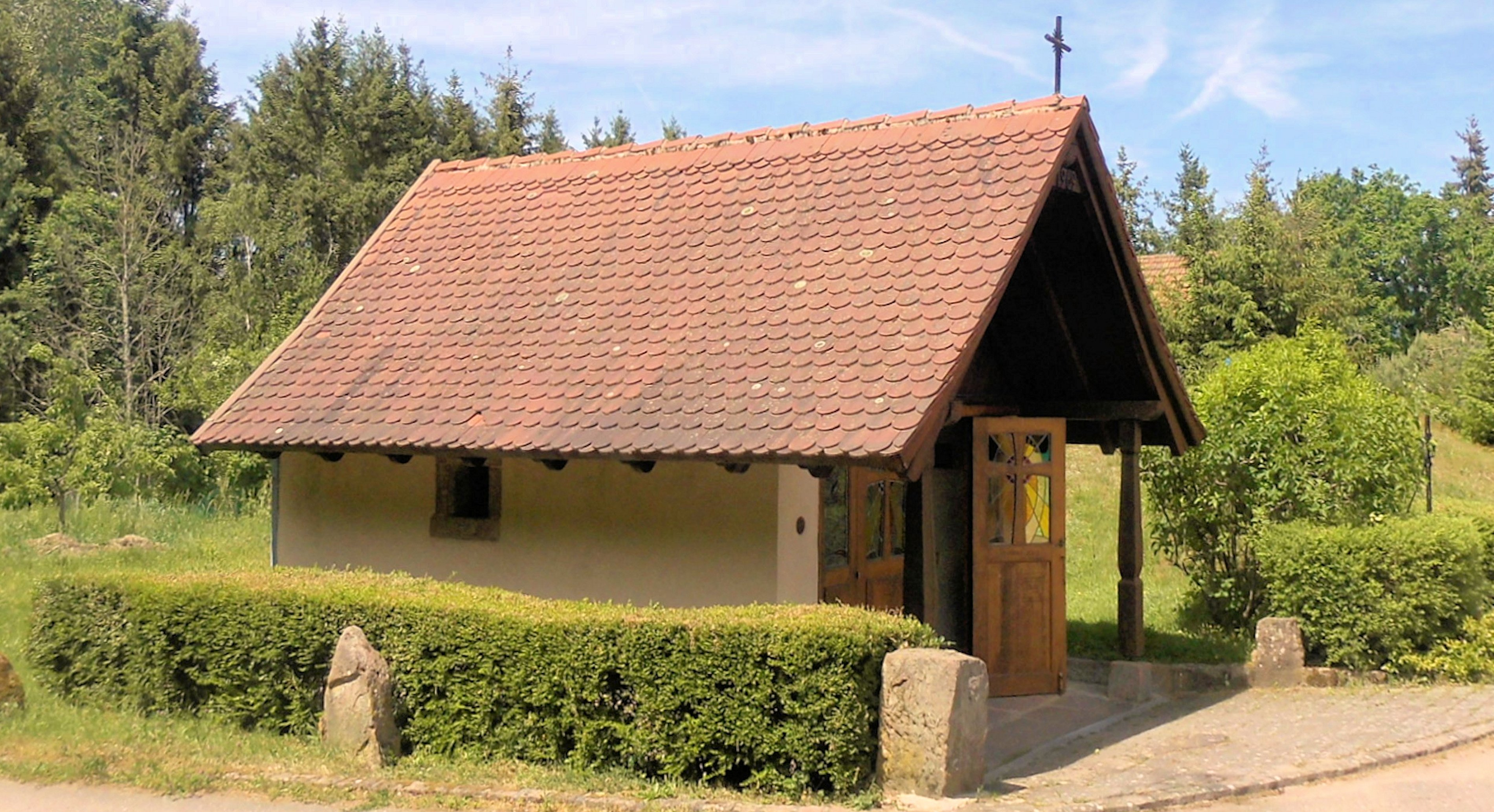
Kapelle Notre-Dame

- Kirche Saint-Nicolas
- Kapelle Notre-Dame